# Campionati mondiali completi di pattinaggio di velocità 2012
I Campionati mondiali completi di pattinaggio di velocità 2012 sono la 105ª edizione della manifestazione. Si svolgono a Mosca, in Russia, il 18 e il 19 gennaio 2012.

## Campionati maschili
L'olandese Sven Kramer ha vinto il suo quinto oro mondiale, riprendendo il titolo strappatogli l'anno precedente dal russo Ivan Skobrev (solo quinto nella classifica generale). Sul podio altri due atleti olandesi, Jan Blokhuijsen e Koen Verweij: è la terza volta che i Paesi Bassi conquistano tutte e tre le medaglie maschili, dopo le edizioni del 2000 e del 2003.

### Giorno 1

#### 500 m
| Pos. | Atleta              | Nazione     | Tempo |
| ---- | ------------------- | ----------- | ----- |
| 1    | Zbigniew Bródka     | Polonia     | 36"24 |
| 2    | Koen Verweij        | Paesi Bassi | 36"26 |
| 3    | Konrad Niedźwiedzki | Polonia     | 36"32 |
| 4    | Haralds Silovs      | Lettonia    | 36"42 |
| 5    | Håvard Bøkko        | Norvegia    | 36"47 |

#### 5000 m
| Pos. | Atleta          | Nazione     | Tempo   |
| ---- | --------------- | ----------- | ------- |
| 1    | Sven Kramer     | Paesi Bassi | 6'14"23 |
| 2    | Jan Blokhuijsen | Paesi Bassi | 6'16"99 |
| 3    | Ivan Skobrev    | Russia      | 6'19"78 |
| 4    | Koen Verweij    | Paesi Bassi | 6'20"70 |
| 5    | Håvard Bøkko    | Norvegia    | 6'22"21 |

### Giorno 2

#### 1500 m
| Pos. | Atleta                | Nazione     | Tempo   |
| ---- | --------------------- | ----------- | ------- |
| 1    | Håvard Bøkko          | Norvegia    | 1'46"82 |
| 2    | Ivan Skobrev          | Russia      | 1'46"94 |
| 3    | Jan Blokhuijsen       | Paesi Bassi | 1'47"22 |
| 4    | Sven Kramer           | Paesi Bassi | 1'47"30 |
| 5    | Sverre Lunde Pedersen | Norvegia    | 1'47"45 |

#### 10000 m
| Pos. | Atleta          | Nazione     | Tempo    |
| ---- | --------------- | ----------- | -------- |
| 1    | Sven Kramer     | Paesi Bassi | 13'08"76 |
| 2    | Jan Blokhuijsen | Paesi Bassi | 13'12"31 |
| 3    | Ivan Skobrev    | Russia      | 13'13"16 |
| 4    | Håvard Bøkko    | Norvegia    | 13'16"75 |
| 5    | Koen Verweij    | Paesi Bassi | 13'17"31 |

### Classifica generale
| Pos.    | Atleta                | Nazione       | 500 m      | 5000 m       | 1500 m       | 10000 m       | Punti   |
| Oro     | Sven Kramer           | Paesi Bassi   | 36"70 (8)  | 6'14"23 (1)  | 1'47"30 (4)  | 13'08"76 (1)  | 149,327 |
| Argento | Jan Blokhuijsen       | Paesi Bassi   | 36"56 (7)  | 6'16"99 (2)  | 1'47"22 (3)  | 13'12"31 (2)  | 149,614 |
| Bronzo  | Koen Verweij          | Paesi Bassi   | 36"26 (2)  | 6'20"70 (4)  | 1'47"67 (6)  | 13'17"31 (5)  | 150,085 |
| 4       | Håvard Bøkko          | Norvegia      | 36"47 (5)  | 6'22"21 (5)  | 1'46"82 (1)  | 13'16"75 (4)  | 150,134 |
| 5       | Ivan Skobrev          | Russia        | 37"05 (12) | 6'19"78 (3)  | 1'46"94 (2)  | 13'13"16 (5)  | 150,332 |
| 6       | Jonathan Kuck         | Stati Uniti   | 36"90 (10) | 6'27"15 (8)  | 1'48"41 (11) | 13'30"88 (6)  | 152,295 |
| 7       | Haralds Silovs        | Lettonia      | 36"42 (4)  | 6'28"26 (9)  | 1'47"94 (7)  | 13'43"66 (8)  | 152,409 |
| 8       | Sverre Lunde Pedersen | Norvegia      | 37"02 (11) | 6'26"04 (7)  | 1'47"45 (5)  | 13'43"01 (7)  | 152,590 |
| 9       | Bart Swings           | Belgio        | 37"55 (17) | 6'29"62 (11) | 1'48"38 (10) | 13'46"23 (9)  | 153,949 |
| 10      | Patrick Beckert       | Germania      | 37"95 (20) | 6'29"40 (10) | 1'49"31 (13) | 13'47"32 (10) | 154,692 |
| 11      | Zbigniew Bródka       | Polonia       | 36"24 (1)  | 6'41"43 (18) | 1'48"11 (9)  | 14'11"40 (11) | 154,989 |
| 12      | Konrad Niedźwiedzki   | Polonia       | 36"32 (3)  | 6'41"36 (17) | 1'48"10 (8)  | 14'25"67 (12) | 155,772 |
| 13      | Jan Szymański         | Polonia       | 36"52 (6)  | 6'38"54 (15) | 1'48"90 (12) |               |         |
| 14      | Ted-Jan Bloemen       | Paesi Bassi   | 37"32 (15) | 6'32"83 (14) | 1'49"71 (14) |               |         |
| 15      | Lee Seung-Hoon        | Corea del Sud | 37"36 (16) | 6'31"89 (12) | 1'50"56 (15) |               |         |
| 16      | Lucas Makowsky        | Canada        | 36"81 (9)  | 6'43"15 (21) | 1'51"17 (16) |               |         |
| 17      | Shane Dobbin          | Nuova Zelanda | 38"21 (21) | 6'31"95 (13) | 1'51"82 (17) |               |         |
| 18      | Joshua Wood           | Stati Uniti   | 37"26 (14) | 6'52"83 (24) | 1'52"21 (19) |               |         |
| 19      | Justin Warsylewicz    | Canada        | 37"65 (18) | 6'50"47 (23) | 1'51"88 (18) |               |         |
| 20      | Jordan Belchos        | Canada        | 38"48 (23) | 6'42"61 (19) | 1'52"23 (20) |               |         |
| 21      | Stefan Waples         | Canada        | 37"79 (19) | 6'48"36 (22) | 1'53"28 (21) |               |         |
| 22      | Patrick Meek          | Stati Uniti   | 39"26 (24) | 6'42"63 (20) | 1'53"52 (22) |               |         |
| 23      | Hiroki Hirako         | Giappone      | 38"21 (21) | 6'39"86 (16) | 1'59"81 (23) |               |         |
| 24      | Alexis Contin         | Francia       | 37"14 (13) | 6'24"69 (6)  | squalificato |               |         |

## Campionati femminili
L'olandese Ireen Wüst ha conservato il titolo vinto l'anno precedente a Calgary, conquistando la sua terza medaglia d'oro mondiale.

### Giorno 1

#### 500 m
| Pos. | Atleta             | Nazione     | Tempo |
| ---- | ------------------ | ----------- | ----- |
| 1    | Christine Nesbitt  | Canada      | 38"30 |
| 2    | Ekaterina Lobyševa | Russia      | 38"95 |
| 3    | Ireen Wüst         | Paesi Bassi | 39"37 |
| 4    | Miho Takagi        | Giappone    | 39"52 |
| 5    | Julija Skokova     | Russia      | 39"72 |

#### 3000 m
| Pos. | Atleta            | Nazione     | Tempo   |
| ---- | ----------------- | ----------- | ------- |
| 1    | Martina Sáblíková | Rep. Ceca   | 4'01"80 |
| 2    | Ireen Wüst        | Paesi Bassi | 4'02"69 |
| 3    | Linda de Vries    | Paesi Bassi | 4'07"06 |
| 4    | Claudia Pechstein | Germania    | 4'07"14 |
| 5    | Cindy Klassen     | Canada      | 4'07"50 |

### Giorno 2

#### 1500 m
| Pos. | Atleta            | Nazione     | Tempo   |
| ---- | ----------------- | ----------- | ------- |
| 1    | Christine Nesbitt | Canada      | 1'55"95 |
| 2    | Ireen Wüst        | Paesi Bassi | 1'56"98 |
| 3    | Cindy Klassen     | Canada      | 1'57"61 |
| 4    | Martina Sáblíková | Rep. Ceca   | 1'58"16 |
| 5    | Ida Njåtun        | Norvegia    | 1'58"26 |

#### 5000 m
| Pos. | Atleta            | Nazione     | Tempo   |
| ---- | ----------------- | ----------- | ------- |
| 1    | Martina Sáblíková | Rep. Ceca   | 6'58"74 |
| 2    | Ireen Wüst        | Paesi Bassi | 7'02"39 |
| 3    | Linda de Vries    | Paesi Bassi | 7'08"09 |
| 4    | Cindy Klassen     | Canada      | 7'09"23 |
| 5    | Claudia Pechstein | Germania    | 7'11"08 |

### Classifica generale
| Pos.    | Atleta             | Nazione       | 500 m      | 3000 m       | 1500 m       | 5000 m       | Punti   |
| Oro     | Ireen Wüst         | Paesi Bassi   | 39"37 (3)  | 4'02"69 (2)  | 1'56"98 (2)  | 7'02"39 (2)  | 161,050 |
| Argento | Martina Sáblíková  | Rep. Ceca     | 40"31 (14) | 4'01"80 (1)  | 1'58"16 (4)  | 6'58"74 (1)  | 161,870 |
| Bronzo  | Christine Nesbitt  | Canada        | 38"30 (1)  | 4'09"55 (6)  | 1'55"95 (1)  | 7'18"19 (8)  | 162,360 |
| 4       | Linda de Vries     | Paesi Bassi   | 39"79 (6)  | 4'07"06 (3)  | 1'58"86 (7)  | 7'08"09 (3)  | 163,395 |
| 5       | Cindy Klassen      | Canada        | 40"02 (11) | 4'07"50 (5)  | 1'57"61 (3)  | 7'09"23 (4)  | 163,396 |
| 6       | Claudia Pechstein  | Germania      | 40"32 (15) | 4'07"14 (4)  | 1'59"20 (9)  | 7'11"08 (5)  | 164,351 |
| 7       | Ida Njåtun         | Norvegia      | 39"87 (7)  | 4'11"02 (8)  | 1'58"26 (5)  | 7'19"62 (10) | 165,088 |
| 8       | Brittany Schussler | Canada        | 39"92 (8)  | 4'09"82 (7)  | 1'59"49 (11) | 7'19"59 (9)  | 165,345 |
| 9       | Jorien Voorhuis    | Paesi Bassi   | 40"33 (16) | 4'12"47 (11) | 1'59"03 (8)  | 7'14"86 (7)  | 165,570 |
| 10      | Ekaterina Lobyševa | Russia        | 38"95 (2)  | 4'13"39 (13) | 2'00"39 (15) | 7'26"30 (11) | 165,941 |
| 11      | Jilleanne Rookard  | Stati Uniti   | 39"93 (9)  | 4'12"22 (10) | 2'01"16 (17) | 7'31"28 (12) | 167,480 |
| 12      | Park Do-Yeong      | Corea del Sud | 41"58 (21) | 4'11"91 (9)  | 2'03"10 (22) | 7'13"64 (6)  | 167,962 |
| 13      | Marrit Leenstra    | Paesi Bassi   | 40"00 (10) | 4'15"33 (18) | 1'58"43 (6)  |              |         |
| 14      | Miho Takagi        | Giappone      | 39"52 (4)  | 4'14"92 (17) | 2'00"29 (14) |              |         |
| 15      | Julija Skokova     | Russia        | 39"72 (5)  | 4'18"48 (23) | 1'59"53 (12) |              |         |
| 16      | Hege Bøkko         | Norvegia      | 40"15 (12) | 4'15"36 (19) | 2'00"02 (13) |              |         |
| 17      | Natalia Czerwonka  | Polonia       | 40"40 (18) | 4'12"77 (12) | 2'00"89 (16) |              |         |
| 18      | Ol'ga Graf         | Russia        | 40"38 (17) | 4'15"84 (20) | 1'59"44 (10) |              |         |
| 19      | Ayaka Kikuchi      | Giappone      | 40"16 (13) | 4'13"64 (14) | 2'01"78 (18) |              |         |
| 20      | Shiho Ishikawa     | Giappone      | 40"54 (19) | 4'14"40 (16) | 2'03"14 (23) |              |         |
| 21      | Katarzyna Woźniak  | Polonia       | 40"72 (20) | 4'16"02 (21) | 2'02"32 (19) |              |         |
| 22      | Isabell Ost        | Germania      | 41"75 (24) | 4'13"66 (15) | 2'02"34 (20) |              |         |
| 23      | Nicole Garrido     | Canada        | 41"64 (23) | 4'16"66 (22) | 2'02"90 (21) |              |         |
| 24      | Maria Lamb         | Stati Uniti   | 41"62 (22) | 4'28"54 (24) | 2'06"12 (24) |              |         |